# Helmmanakin
De helmmanakin (Chiroxiphia galeata) is een kleine zangvogel uit de familie Pipridae (manakins).

## Verspreiding en leefgebied
De helmmanakin is een standvogel en komt voor in het zuiden van Brazilië, het noordoosten van Paraguay en een kleine strook in noordoostelijk Bolivia. In tegenstelling tot de meeste manakins komt de helmmanakin niet voor in vochtige oerbossen, zoals het Amazoneregenwoud. Hij wordt aangetroffen in allerlei semi-vochtige tot droge bosgebieden, meestal in de buurt van water.

## Kenmerken

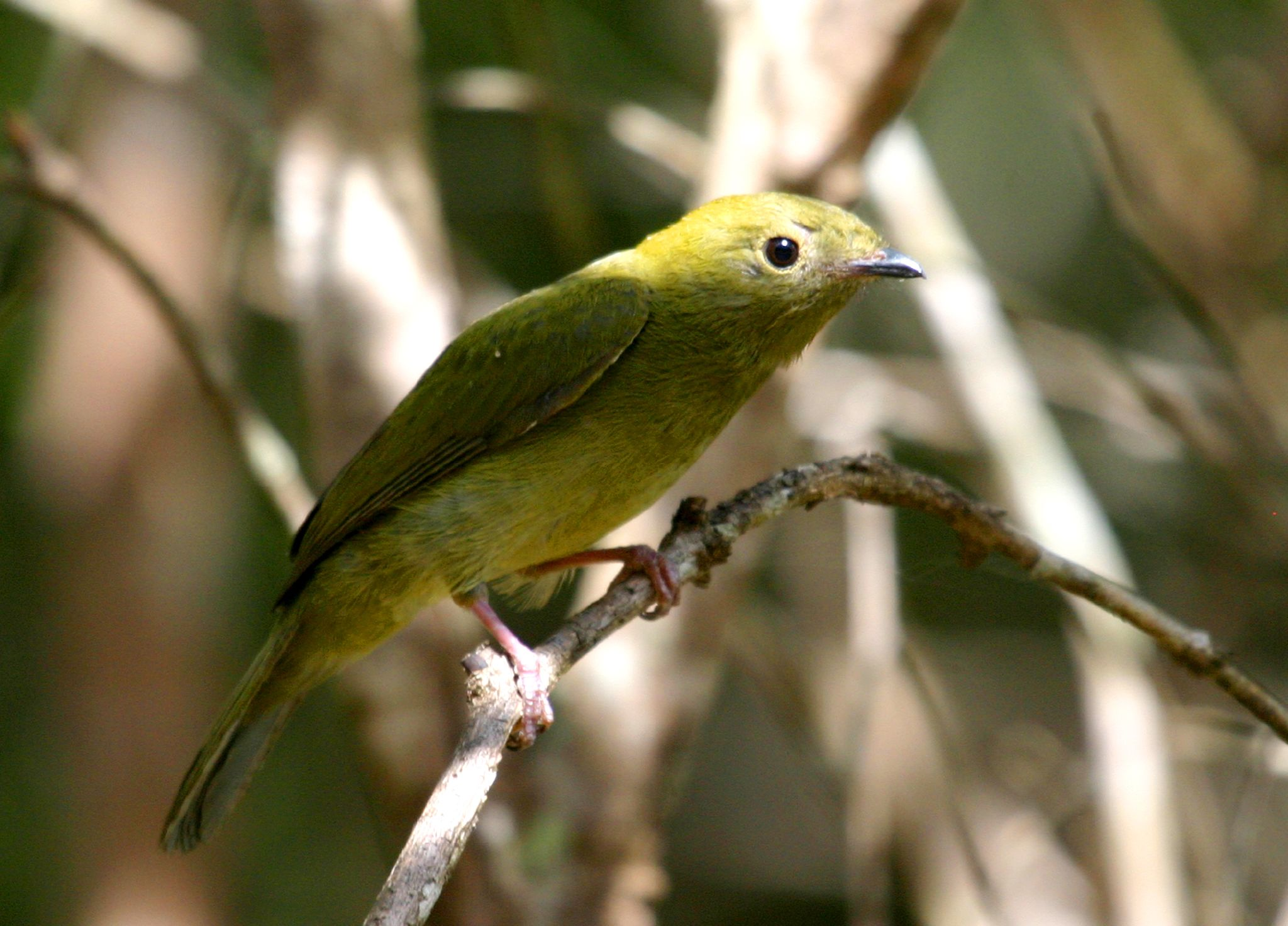
Het vrouwtje is onopvallend gekleurd

De helmmanakin heeft een lichaamslengte van 13,9 tot 14,5 centimeter en een gewicht tussen de 18 en 26,5 gram. Het is een seksueel dimorfe vogelsoort. Het mannetje heeft een zwart verenkleed met een felrode kuif, nek en rug. Het vrouwtje is onopvallend olijfgroen en heeft een sterk gereduceerde kuif. Beide geslachten hebben een relatief lange staart voor een manakin.

## Gedrag en levenswijze
Het dieet van de helmmanakin bestaat uit vruchten en insecten, die hij meestal in duikvluchten vangt. De zang van het mannetje bestaat uit series snelle, afwisselende noten met veel variaties.
De baltsgewoonte is ongewoon voor een manakin. Mannetjes vormen geen baltsarena's, maar hebben ieder een eigen territorium. De eileg geschiedt in augustus tot december, met de grootste piek in september tot november. Het hangende, ondiepe nest is gemaakt van kleine takjes, wortels en bladeren en bevindt zich op een hoogte van tot wel tien meter boven de grond. Een broedsel bestaat gewoonlijk uit twee eieren.

## Taxonomie
De helmmanakin werd in 1823 voor het eerst wetenschappelijk beschreven door de Duitse natuuronderzoeker Martin Lichtenstein. Het was lange tijd de enige vertegenwoordiger van het geslacht Antilophia. In 1998 werd een tweede soort, de veel zeldzamere araripemanakin (A. bokermanni) wetenschappelijk beschreven. Het geslacht Antilophia is nauw verwant aan Chiroxiphia en onderlinge kruisingen zijn in de natuur waargenomen.

## Status
De grootte van de populatie is niet gekwantificeerd maar de soort wordt omschreven als vrij algemeen. Op de Rode lijst van de IUCN heeft deze soort de status niet bedreigd.